# 창가학회

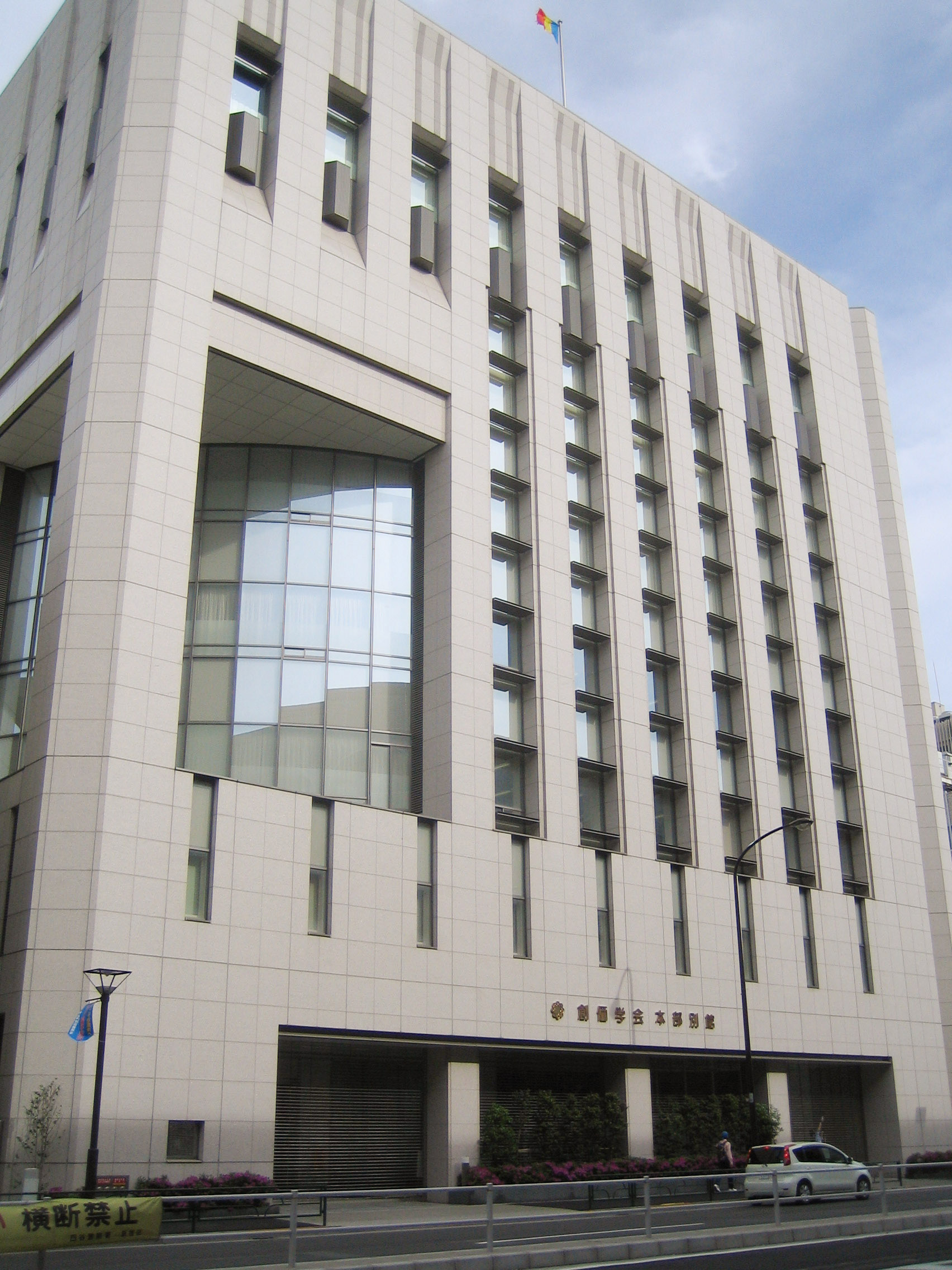

창가학회(일본어: 創価学会 소카가카이[*])는 1930년 11월 18일 일본의 마키구치 쓰네사부로(牧口常三郞) 초대 회장과 도다 조세이(戶田城聖) 2대 회장이 '창가교육학체계'를 펴내면서 설립한 국제창가학회다. 192개 국가·지역에 회원을 두고 있다.

## 삼색기
1988년 창가학회의 기(旗)로 공식 결정되었다. 파랑·노랑·빨강 순으로 되어있다. 파랑은 평화, 노랑은 영광, 빨강은 승리를 뜻하며, 삼색기의 중간에 창가학회의 문장을 넣기도 한다.

## 종교철학의 특성
SGI가 타 종교와 구분되는 가장 큰 특징은 인간혁명이라는 철학에 있다. 이는 한 개인의 생명 안의 깨달음이 다른 사람들에게 좋은 영향을 주고 또 주어 결국에 혁명과 같은 가치를 이룰 수 있다는 것이다. '모두의 생명에 불성이 있다.'라는 자타를 존중하는 마음, 개인의 깨달음과 더불어 민중을 즐겁게 한다는 의미의 자행화타 등도 현대가 바라는 평화적인 종교상에 대한 마키구치 쓰네사부로, 도다 조세이의 투쟁에서 시작된 세계 운동이다.

## 역사
창가학회는 대성인입멸후 700년동안 진전되지 못하던 광선유포(한사람 한사람의 생명에 불계의 생명을 용현시켜 행복의 경애로 이끄는것=인간혁명)를 실현시킨 단체이다.
초창기 교육자(중등학교교장)였던 초대회장 마키구치 쓰네사부로(牧口常三郞)가 1928년, 교육자 미타니 소케이에게 일련정종에 대해 듣고 입신하게 되면서 1930년, 교육혁명의 일대선언서라고도 할 [창가교육학체계](그중에서 利,善,美라는 새로운 가치론을 세우고있다.)를 발간하게 되었고, 그것을 계기로 창가교육학회(創價敎育學會, 일본어: 創価教育学会)의 활동이 개시 되었다. 당초의 목적은 교육의 발본적 변혁이었으나 신앙의 심화와 더불어 불법 근저의 활발한 사상운동의 전개로 옮겨져 갔다.
1939년 12월, 사실상의 제 1회 총회를 열고, 1941년에는 기관지 [가치창조]를 발간, 회원수는 3천명에 달했다. 기본적으로 실험증명좌담회로써(일명, 좌담회) 일련종의 교의와 현증을 논하며 활동,성장해갔다.
이 무렵부터 일본이 국가신도 체제로 돌입하게 되어 일본 내 대다수의 종교계가 국가신도를 찬양했던 모습과는 상반되게, 창가학회는 동조하지 않았다. 그러자 군부정부의 탄압이 시작되고,
이에 타협한 일련종의 한 승려가 마키쿠치회장과 창가교육학회를 모함하여, 1943년 여름, 치안유지법위반과 불경죄라는 죄목으로 이즈에서 초대회장은 체포. 도다이사장 이하 20명의 간부도 잇따라 체포된다.
이때 많은 수뇌간부가 창가학회를 떠나고, 스승인 마키쿠치 회장과 제자인 이사장 도다조세이 (戶田城聖) 만이 옥중에서 투쟁을 시작한다.
마키구치 쓰네사부로는 노령에도 불구하고 도다와 더불어 최후까지 굽히지 않았으나 심한 옥중생활은 그 몸을 잠식하여 1944년 11월 18일, 노쇠와 영양실조 때문에 향년 74세에 서거하게 된다.
얼마있지않아 도다조세이는 도요타마형무소(나카노형무소)에서 45세의나이로 2년만에 보석출감을 하게 된다. 2년간의 옥중생활로 쇠약해질대로 쇠약해진몸으로 스승의 정신을 이어가기 위해 창가학회 재건에 힘을 쏟기시작한다. (소설 "[인간혁명]작가- 이케다 다이사쿠"에 창가학회 재건에대한 내용이 자세히 수록되어있음). 그리하여 10년간의 투쟁속에 원업인 75만세대의 홍교를 달성하고, 민중불법을 위한 단체임을 입증해 낸다. 이것이 제자인 이케다 다이사쿠(池田大作) 3대 명예회장에게로 이어져 세계 192개국으로 넓혀지게되고 세계평화와 민중의 행복을 위한 종교단체로 굳건히 자리매김하여 가정과, 지역, 사회에 평화 문화, 교육을 위해 공헌하는 서민을 육성하고있다.

## 신앙의 특성
본존
니치렌 대성인이 도현한 만다라를 본존으로하여 법화경과, 니치렌대성인의 어서를 토대로 생활속에 불법을 실천하는 단체이며, 입신후 어본존(만다라)을 창가학회본부{니치렌 대성인이 도현한 일염부체 총여 삼대비법의 대어본존을(만다라)를 목판본으로 찍어 회원에게 하부한다. 일찍이 일련종에서또한 만다라를 개인에게 수여하여 가정 불단에 안치하여 창제-근행과 제목(남묘호렌게쿄를 봉창하는 것)신도들의 신심을 지속하게하였다.} 받아 개개의 회원이 회관(기성불교로 말하자면 절)에가지 않고도 본존을 면하고 창제를 할 수 있는 것이 특징이다.
수행법
집에서만 창제를 하는 것이 아니라, 불법 수행의 기반인 신(信), 행(行), 학(學)의 단련을 위해 법화경 방편품, 수량품 독경 및 창제와 활동, 자신의 인간혁명에 도전한다.
단순히 자신만을 위한 종교가아닌 자행화타 (나와 더불어 타인 또한 행복해 질 수 있도록 도전하는 것)의 불법이기에 큰 회합이 중요한 것이 아닌, 가정방문을 하여 개인대화를 통해 회원 개개인의 고충과 고민에 대해 격려하고 공감하는 활동을 한다.
간부,회원이 나눠져서 활동하는 것이아니라, 창가학회회원이라면 모두가 개인신심활동(부별활동과, 근행창제-법화경 수량품과 방편품을 아침저녁으로 봉창하며, 남묘호렌게쿄라고 봉창하는 것)을 하고있으며 좌담회와 회합을 기반으로 신심을 지속하게 된다. 간부는 피라미드식 구조를 띄고있으나 이것은 구조상의 편의를 위한 것이며 어느누구라도 전국간부와 대화를 할 수 있으며 명예회장인 이케다 다이사쿠에게 편지또한 수발할 수 있다고한다.
근본경전-
창가학회의 경전은 법화경이며 남묘호렌게쿄(일본어: 南無妙法蓮華経 남무묘법연화경[*], なむみょほれんけきょう)을 기원문으로 삼는다. 기원문은 창가학회에서 사용하는 것으로 신도들이  행하는 "근행", "창제"시 사용된다.
- 남: 고대 산 스크리트어,나무- 어떤것에 귀의하다라는 뜻
- 묘: 묘한 불법
- 호: 법
- 렌게 : 연화 : 법화경이 종숙탈(들음과 동시에 씨앗이 심어지고, 성숙하고 바로 꽃이핀다는 뜻)의 원리이듯, 연꽃 또한 열매와 꽃이 동시에 열림, 더욱이 탁한 현대 시대와 마찬가지로, 탁한연못에서 아름다운 꽃과 열매를 피워냄
- 쿄: 경

## 기념일
- 1월 26일 : SGI의 날
- 2월 11일 : 도다 선생님 탄신일
- 2월 16일 : 니치렌 대성인 탄신일
- 3월 16일 : 광선유포 기념일
- 4월 2일 : 도다 선생님 기일
- 4월 15일 : 한국 SGI 설립일
- 4월 28일 : 입종선언일
- 5월 3일 : 창가학회의 날
- 5월 15일 : 유니피스의 날
- 5월 18일 : 이케다 선생님 한국 SGI 방문 기념일
- 5월 21일 : 한국 SGI 부인부의 날
- 6월 4일 : 세계 이케다 화양회의 날
- 6월 6일 : 마키구치 선생님 탄신일
- 7월 3일
  - 도다선생님 출옥일
  - 사제불패의 날
  - 화광신문 창간일
- 7월 20일 : 한국 SGI 여자부의 날
- 8월 18일 : 한국 SGI 남자부의 날
- 8월 24일
  - 이케다 선생님 입회일
  - 한국 SGI 장년부의 날
- 9월 12일 : 다쓰노구치 법난일
- 9월 21일 : 한국 SGI의 날
- 10월 2일 : 세계 평화의 날
- 10월 13일 : 니치렌 대성인 입멸일
- 11월 18일
  - 창가학회 창립 기념일
  - 마키구치 선생님 기일

## 대한민국에서
대한민국에도 창가학회가 있으며 이를 한국SGI라고 부른다.

## 조직

### 창가학회(SGI) 3대 회장
- 1대 회장(~1943): 마키구치 쓰네사부로
- 2대 회장(1951.5.3~1958.4.2): 도다 조세이
- 3대 회장(1960.5.3~2023.11.15): 이케다 다이사쿠(1928.1.2~2023.11.15)

## 같이 보기
- 일본의 종교
- 일본의 불교